# Fosfato monopotásico
El fosfato monopotásico, también llamado dihidrógenofosfato de potasio o fosfato monobásico de potasio es una sal soluble en agua con la fórmula química KH2PO4. Junto con el fosfato dipotásico (K2HPO4.(H2O)x) se utiliza a menudo como fertilizante, aditivo alimentario y agente tampón. La sal a menudo cocristaliza con la sal dipotásica y con ácido fosfórico.

## Producción
El fosfato monopotásico se produce mediante la neutralización del ácido fosfórico con hidróxido de potasio:
{\displaystyle {\ce {H3PO4 + KOH -> KH2PO4 + H2O}}}

## Propiedades
El fosfato monopotásico puede existir en varios polimorfos. A temperatura ambiente forma cristales paraeléctricos con simetría tetragonal. Al enfriarse a −150 °C (−238 °F) se transforma en una fase ferroeléctrica de simetría ortorrómbica, y la temperatura de transición cambia hasta −50 °C (−58 °F) cuando el hidrógeno es reemplazado por deuterio. Calentar a 190 °C (374 °F) cambia su estructura a monoclínica. Cuando se calienta más, MKP se descompone, por pérdida de agua, en metafosfato de potasio, KPO
3, a 400 °C (752 °F).
| Simetría     | Grupo espacial | N.º | Símbolo de Pearson | a (nm) | b (nm) | c (nm) | Z | Densidad (g/cm3) | T (°C, °F, K)                             |
| ------------ | -------------- | --- | ------------------ | ------ | ------ | ------ | - | ---------------- | ----------------------------------------- |
| Ortorrómbico | Fdd2           | 43  | oF48               | 1.0467 | 1.0533 | 0.6926 | 8 | 2.37             | < −150 °C, −238 °F, 123 K                 |
| Tetragonal   | I42d           | 122 | tI24               | 0.744  | 0.744  | 0.697  | 4 | 2.34             | −150 a 190 °C, −238 a 374 °F, 123 a 463 K |
| Monoclínico  | P21/c          | 14  | mP48               | 0.733  | 1.449  | 0.747  | 8 |                  | 190 a 400 °C, 374 a 752 °F, 463 a 673 K   |

## Usos en la industria química
Los fosfatos se utilizan como aditivos en detergentes. Son capaces de reducir la dureza del agua formando complejos con iones metálicos polivalentes (Mg2+, etc.). Su uso ahora está prohibido en algunos países (incluida Suiza), debido a que producían fenómenos de eutrofización. Los fosfatos también se utilizan como fertilizantes minerales.
Se utiliza como regulador de la acidez en la industria alimentaria. Junto con el fosfato tripotásico (K3PO4) y dipotásico (K2HPO4), está aprobado en la UE como aditivo alimentario con el número común E340 ("fosfato de potasio") para determinados alimentos con diferentes restricciones de cantidad máxima. 
En medicina, el fosfato monopotásico se utiliza para la reposición del fosfato en la hipofosfatemia.